# Matt Dennis
Matt Dennis, född 11 februari 1914, död 21 juni 2002, var en sångare, pianist, storbandsledare och låtskrivare inom populärmusik.
Dennis föddes i Seattle, Washington. Hans mamma var violinst och hans pappa sångare, så han kom i kontakt med musik väldigt tidigt. 1933 gick han med i Horace Heidts orkester där han spelade violin och piano. Senare startade han sitt eget band med Dick Haymes som sångare. Han blev arrangör, ledare och ackompanjatör för Martha Tilton, och han arbetade med en ny sånggrupp, Stafford Sisters. Jo Stafford, en av systrarna, gick med i Tommy Dorseys band 1940 och övertygade Dorsey att anlita Dennis som arrangör och kompositör. Dennis gick med på det och skrev många framgångsrika låtar, däribland "Everything Happens to Me", en tidig hit för Frank Sinatra.
Efter tre och ett halvt i US Air Force under andra världskriget återvände Dennis till att skriva musik och arrangera. Han blev anlitad av sin gamla vän Dick Haymes att vara musikledare för hans radioprogram. Med textförfattaren Tom Adair skrev han sånger till Haymes program.

## Diskografi
- 1955 – Dennis, Anyone?
- 1955 – She Dances Overhead: The Songs of Rodgers and Hart
- 1956 – Play Melancholy Baby
- 1958 – Plays and Sings Matt Dennis
- 1959 – Welcome Matt Dennis!